# بیتیاکو

بیتیاکو شهری در شهرستان سیبی در استان باله در بورکینافاسوی جنوبی است و جمعیت آن ۱۱۹۲ نفر است.